# Vilamanha (Aude)
Vilamanha (en francès Villemagne) és un municipi del departament de l'Aude a la regió francesa d'Occitània.